# Thecla tatsienluica
Thecla tatsienluica är en fjärilsart som beskrevs av Riley 1939. Thecla tatsienluica ingår i släktet Thecla och familjen juvelvingar. Inga underarter finns listade i Catalogue of Life.